# Key escrow
Il key escrow è una tecnica mediante la quale la chiave necessaria a decriptare dei dati criptati è conservata con un acconto di garanzia da terze parti in modo che, in particolari situazioni, possa essere recuperata per avere accesso a quei dati anche se coloro che hanno cifrato i dati non vogliono renderla disponibile.
Le terze parti interessate alla conservazione delle chiavi possono essere sia enti privati che governativi e le eventualità in cui la chiave può essere recuperata sono generalmente esplicitate in appositi contratti privati o leggi.

## Storia
L'idea originale di key escrow è nata dagli studi di Silvio Micali tanto che alcuni suoi brevetti sono stati riutilizzati nel programma statunitense dell'Escrowed Encryption Standard avviato dal governo Clinton nel 1994 ed attuato prevalentemente con l'imposizione all'uso del chip Clipper e della Fortezza card.

## Vantaggi e svantaggi
I vantaggi di questa tecnica risiedono nel poter decifrare dati criptati quando gli autori dell'operazione di criptaggio non vogliono rendere pubbliche le loro chiavi di cifratura ma è comunque necessario venire a conoscenza dei loro dati (es. sospetto terrorismo).
Gli svantaggi risiedono nell'eticità della tecnica utilizzata in quanto si cerca di precorrere un eventuale crimine violando la privacy degli utilizzatori della tecnica.
Inoltre bisogna segnalare che il sistema richiede la completa fiducia del suo utilizzatore che non può verificare che la sua chiave di cifratura venga violata con tempistiche e modalità differenti rispetto a quelle previste dai contratti sottoscritti o dalle leggi.